# Alexander Hall
Alexander Hall (n. 3 decembrie 1880, Aberdeen, Regatul Unit al Marii Britanii și Irlandei – d. 25 septembrie 1943, Toronto, Ontario, Canada) a fost un fotbalist ce a reprezentat Regatul Unit al Marii Britanii și al Irlandei de Nord, medaliat olimpic. A participat la o ediție a Jocurilor Olimpice (1904) în care a câștigat o medalie de aur.

## Participări
Lista de mai jos prezintă principalele competiții la care a participat Alexander Hall de-a lungul carierei.
- football at the 1904 Summer Olympics – men's tournament[*][3]